# Zygmunt Gorgolewski

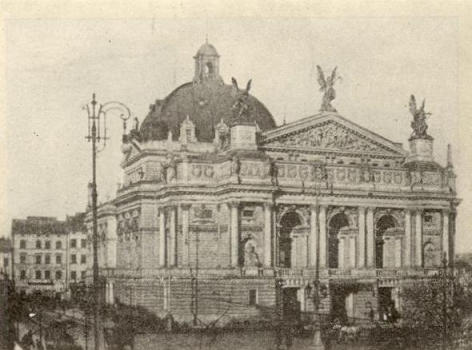
L'opéra de Lviv avant 1917.

Zygmunt Gorgolewski, né le 14 février 1845 à Solec Kujawski et mort le 6 juillet 1903  à Lemberg, était un architecte polonais, essentiellement connu pour avoir dessiné l'Opéra de Lviv, inspiré par l’Opéra Garnier à Paris.

## Source de la traduction
- (en) Cet article est partiellement ou en totalité issu de l’article de Wikipédia en anglais intitulé « Zygmunt Gorgolewski » (voir la liste des auteurs).